# Les Sables Vendée Football
 (juillet 2025).
Motif : Pas de sources secondaires centrées d'envergure nationale
- Archive Wikiwix
- Bing
- Cairn
- DuckDuckGo
- E. Universalis
- Gallica
- Google
- G. Books
- G. News
- G. Scholar
- Persée
- Qwant
- (zh) Baidu
- (ru) Yandex

| 1. | Préciser le motif de la pose du bandeau. | Précisez le motif de la pose du bandeau en utilisant la syntaxe suivante : {{admissibilité à vérifier\|date=juillet 2025\|motif=remplacez ce texte par le motif}}                               |
| 2. | Informer les utilisateurs concernés.     | Pensez à avertir le créateur de l'article, par exemple, en insérant le code ci-dessous sur sa page de discussion : {{subst:avertissement admissibilité à vérifier\|Les Sables Vendée Football}} |

Actualités
Dernière mise à jour : 29 juillet 2025.
Les Sables Vendée Football est un club de football français fondé en 2024 et situé au Sables d'Olonnes en Vendée.

## Histoire
Les Sables Vendée Football est fondé en 2024. Un an après avoir quitté le National 3, Les Sables Vendée Football fait son retour au niveau national en remportant le titre de Régional 1 Intersport,,.

## Palmarès
| Compétitions nationales | Compétitions régionales |
| ----------------------- | --- |
|                         | - Championnat de France D6 (R1) : champion en 2025 - Coupe des Pays de la Loire : vainqueur en 2023 - Coupe de Vendée (2) vainqueur en 1998 et 2023. |

## Personnalités du club

### Présidents
Patrice Favreau

### Entraîneurs
Julien Fradet